# North Branford
North Branford est une ville située dans le comté de New Haven dans le Connecticut aux États-Unis. Lors du recensement de 2010, sa population s'élevait à 14 407 habitants.

## Géographie
Selon l'United States Census Bureau, la ville à une superficie de 26,67 milles carrés (69,07 km2) dont 24,76 milles carrés (64,13 km2) de terres fermes et 1,91 milles carrés (4,95 km2) d'étendues d'eau. Les villes voisines se nomment Wallingford et Durham au nord, Guilford à l'est, Branford au sud, North Haven et East Haven à l'ouest.
Une grande partie du territoire de la ville est occupée par la Totoket Mountain, une montagne appartenant au Metacomet Ridge, une longue arête rocheuse des Appalaches traversant sur 170 kilomètres de long.
La partie septentrionale de la Saltonstall Mountain est également localisée sur le territoire de la ville. Totoket Mountain accueille le lac Gaillard, un réservoir d'eau douce géré par le South Central Connecticut Regional Water Authority (SCCRWA). Le SCCRWA maintient également un réseau de sentiers de randonnées sur la Totoket Mountain.

### Hammeaux principaux
- North Branford centre;
- Northford;
- Totoket.

## Histoire
Autrefois appelée North Farms, la ville devient une municipalité indépendante de Branford en 1831.

## Démographie
Selon le recensement de 2000, sur les 13 906 habitants, on retrouvait 5 132 ménages et 3 869 familles dans la ville. La densité de population était de 223 habitants par km2 et la densité d’habitations (5 246 au total) était de 81 habitations par km2. La population était composée de 96,5 % de blancs, 1,19 % d’afro-américains, 0,92 % d'asiatiques et 0,06 % d’amérindiens.
35?4 % des ménages avaient des enfants de moins de 18 ans, 64,2 % étaient des couples mariés. 25,6 % de la population avait moins de 18 ans, 5,7 % entre 18 et 24 ans, 29,5 % entre 25 et 44 ans, 25,5 % entre 45 et 64 ans et 13,7 % au-dessus de 65 ans. L’âge moyen était de 39 ans. La proportion de femmes était de 100 pour 94 hommes.
Le revenu moyen d’un ménage était de 64 438 $.
| 1850 | 1860  | 1870  | 1880  | 1890 | 1900 |
| ---- | ----- | ----- | ----- | ---- | ---- |
| 998  | 1 050 | 1 035 | 1 025 | 825  | 814  |

| 1910 | 1920  | 1930  | 1940  | 1950  | 1960  |
| ---- | ----- | ----- | ----- | ----- | ----- |
| 833  | 1 110 | 1 329 | 1 438 | 2 017 | 6 771 |

| 1970   | 1980   | 1990   | 2000   | 2010   | - |
| ------ | ------ | ------ | ------ | ------ | - |
| 10 778 | 11 554 | 12 996 | 13 906 | 14 407 | - |

## Personnalités importantes
- John Denison Baldwin (1809-1883), un politicien.
- Chris Hetherington (1972), un ancien joueur de la NFL.
- Ellsworth Foote, un politicien.
- Adam LaVorgna, un acteur.